# Boyta
Boyta, eller boarea (BOA), är den yta i ett hus som är användningsbar för boende. Boytan utgör tillsammans med biytor (biareor) byggnadens totalyta.

## Boyta i Sverige
I genomsnitt har svenskarna 42 kvadratmeter bostadsyta per person. Småhusägarna bor rymligast. De har 46 kvadratmeter per person, medan de i bostadsrätt har 39 och hyresgäster har 35 kvadratmeter per person. Det minsta boendeutrymmet har man i Botkyrka, Stockholm, Sundbyberg och Solna med 34 kvadratmeter per person.

## Mätregler i Sverige
Mätreglerna följer svensk standard (SS 021053).

### Huvudregel
Först mäter man byggnadens invändiga mått i varje våningsplan (källare, plan 1 osv). Alla utrymmen i en bostad kan inte utnyttjas lika bra. Därför delar man sedan upp den uppmätta ytan i boyta och biyta, i svensk standard betecknad boarea och biarea.
Alla typer av våningsplan, utom våning med snedtak, ska mätas mellan ytterväggarnas insidor strax ovanför golvsockeln. Allt som ligger innanför ytterväggarna – även innerväggar – ska räknas med. Man ska också räkna med skåp, fläktkanaler, öppen spis etc.

#### Undantag
Följande typer av utrymmen ska inte räknas med i totalytan:
- Utrymmen med en takhöjd som är lägre än 1,9 m (se även ”Specialregler”)
- Utrymmen som inte kan nås via antingen en dörröppning, trappa, permanent stege eller lucka med fällbar stege.

Följande utrymmen ska inte mätas:
- förråd, garage, pannrum och soprum om de endast nås utifrån
- gemensamt trapphus mellan två lägenheter.

#### Specialregler
Våningsplan med snedtak där takhöjden är minst 1,9 m.
Om hela våningsplanet har en takhöjd på minst 1,9 m ska hela ytan mätas.
Våningsplan med snedtak och takhöjd delvis under 1,9 m.
För att ett våningsplan med snedtak överhuvudtaget ska mätas måste våningen ha en takhöjd på minst 1,9 m på ett utrymme av minst 0,6 m bredd. Man bortser från eventuella mellanväggar.
Man mäter hela den golvyta där takhöjden är minst 1,9 m. Där det finns ytterligare golvyta utanför denna linje fortsätter man mäta. Man mäter dock inte mer än ytterligare 0,6 m ut i vardera riktning.

#### Trappa
Trapputrymmen mäts i varje plan på samma sätt som om där finns golv. Man räknar alltså inte bort trapputrymme i något plan.

#### Tjocka innerväggar, skorstenskanaler, pelare etc
Om huset har innerväggar, skorstenskanaler, pelare etc. som är tjockare än 30 cm räknar man vid mätningen 15
cm in från varje sida.
Exempel: Om man har en innervägg som är 42 cm tjock räknar man med 15 cm från varje sida av väggen. De återstående 12 cm (42 minus 30) räknas inte in i ytan.

### Hur man delar upp ytan på boyta och biyta
Alla utrymmen i en bostad kan inte utnyttjas lika bra. Därför ska man dela upp ytorna i boyta och biyta. Reglerna för uppdelningen är olika för våningsplan ovan mark, sluttningsvåning och källarvåning.

#### Våningsplan ovan mark
(Omgivande marknivå ligger under golvnivån eller i samma nivå som golvet.) 
All yta räknas som boyta, med undantag för följande, som räknas som biyta:
- garage som kan nås inifrån
- pannrum som kan nås inifrån
- soprum som kan nås inifrån
- utrymme med begränsad användning (se förtydligande nedan)

#### Sluttningsvåning
(Den omgivande marknivån ligger delvis över golvets nivå). 
Boyta är den yta som ligger inom 6 meter från den del av fristående yttervägg där den omgivande marken är i nivå med eller under golvnivån. (Med fristående yttervägg menas en vägg som inte gränsar mot annan byggnad.)
Övriga delar av våningsplanet är biyta.
Som biyta räknas dessutom alltid:
- garage som kan nås inifrån
- pannrum som kan nås inifrån
- soprum som kan nås inifrån
- utrymme med begränsad användning (se förtydligande nedan)

#### Källarvåning
(Den omgivande marknivån ligger över golvnivån.)
Hela ytan i en källarvåning räknas som biyta. Utrymme med begränsad användning – oavsett typ av våningsplan. 

#### Utrymme med begränsad användning
Till biyta räknas även ett utrymme som är inrättat så att möjligheten att använda det under vissa delar av året är begränsad (till exempel inglasad veranda/altan eller oinredd vind).

#### Buller
Ligger ett hus bredvid (vägg i vägg med) ett trafikerat järnvägsspår, så kan kommunen på orten bestämma att endast de bortre delarna får räknas och användas som boyta.